# 大原亮治
大原 亮治（おおはら りょうじ、1921年（大正10年）2月25日 - 2018年（平成29年）11月2日)は、大日本帝国海軍の軍人、戦闘機操縦士。最終階級は海軍飛行兵曹長 。

## 経歴
1921年（大正10年）2月25日、宮城県の農家に生まれた。昭和15年6月、一般航空兵として横須賀海兵団に入団する。海兵団から千歳航空隊を経て、1941年（昭和16年）5月、第4期丙種飛行予科練習生となり、土浦海軍航空隊に入隊。1942年（昭和17年）7月に飛練を卒業し、戦闘機操縦者として大分航空隊へ入隊し、ここで九〇式復座練習戦闘機、九五式艦上戦闘機での訓練を終えた後、その年の10月にはブイン基地の第六海軍航空隊に交代要員として着任した。
1942年（昭和17年）10月19日に初空戦を経験すると、同月23日にはガダルカナル上空でVMF-12のF4F10機と戦い、初撃墜を記録している。
大原は1943年(昭和18年)11月に横空へ着任するまで204空（六空から改称）で奮戦し、本土へ帰還した。
以降、本土防空戦に従事していたが、1945年（昭和20年）4月9日、原因不明の高熱を押してB-29迎撃戦の最中、後方からP-51に撃たれ被弾、陸軍の相模原飛行場に胴体着陸した後、軍医から腸チフスの診断を受け、そのまま約80日間の入院を余儀なくされた。退院後の1945年（昭和20年）8月17日、本土偵察に飛来したB-32に対する迎撃戦に、零戦に搭乗して参加し、これが大戦最後の出撃となった。
戦後は、1953年(昭和28年)に海上警備隊(現在の海上自衛隊)に入隊し、1971年(昭和46年)に三佐で退官。その後は民間航空のパイロット養成にあたった。
戦後本人への取材無く、ヘンリー境田が著した戦記本には、「ラバウルの殺し屋」と書かれ憤慨した。その後の改訂版では「ラバウルの撃墜王」に改められた。
2018年（平成30年）11月2日死去（満97歳没）。